# Chelonichondria okamurai
Chelonichondria okamurai – gatunek widłonoga z rodziny Chondracanthidae; jedyny przedstawiciel rodzaju Chelonichondria. Gatunek i rodzaj opisał w 1994 roku zoolog Ju-shey Ho. Skorupiaki te są pasożytami występującymi na pokrywach skrzelowych ryb Coryphaenoides nasutus z rodziny buławikowatych (Macrouridae). Miejsce typowe to zatoka Tosa u południowych wybrzeży japońskiej wyspy Sikoku; ryby, z których pozyskano okazy typowe, złowiono na głębokości 1185 metrów.